# 十八在訣
十八在訣（じゅうはちざいけつ）は、中国武術の伝統拳である太極拳としての楊式太極拳の楊班侯（永年楊氏二世）の作と伝わる理論書の九種の中のひとつ。楊班侯から牛連元。牛連元から呉孟侠に伝わる。
十八在訣　　　楊班侯　伝
掤在兩臂、捋在掌中、
擠在手背、按在腰攻、
採在十指、挒在兩肱、
肘在屈使、靠在肩胸。
進在雲手、退在轉肱、
顧在三前、盼在七星、
定在有隙、中在得横。
滞在雙重、通在單輕。
虚在當守、實在必衝。